# Vizita și voiajul de presă
Vizita și voiajul de presă reprezintă tehnici de comunicare fiind, de fapt, extensii ale conferinței de presă. Deoarece ambele au ca obiectiv central deplasarea jurnaliștilor într-un anumit loc (sediul unei organizații, un șantier, un spațiu în care se lansează un nou produs etc.), cu scopul de a-i face părtași la un eveniment sau de a li se prezenta cât mai multe informații și de a le facilita întâlniri și discuții cu lideri sau cu alți membri ai unei organizații. Deosebirea dintre cele două acțiuni provine din faptul că la vizita de presă deplasarea se face în aceeași localitate; durează câteva ore, iar la voiaj deplasarea se face pe o distanță mai mare (alte localități, regiuni sau țări) și pe o durată de timp mai mare (între 2-3 zile până la o săptămână). De cele mai multe ori, programul acestor evenimente cuprinde o reuniune de primire a invitaților, vizitarea obiectivului propus, conferința de presă care le permite jurnaliștilor să obțină informați suplimentare. 
Pașii parcurși în organizarea unei conferințe de presă se regăsesc și în organizarea unor astfel de evenimente; pe lângă aceștia, vor mai apărea însă și unele elemente specifice. Voiajul de presă este un eveniment mai complex, care, pe lângă vizita propriu-zisă, mai include și deplasarea și cazarea jurnaliștilor.
Voiajul de presă este o călătorie la care organizația invită jurnaliștii pentru a se informa. Acesta se organizează numai în cazul în care acesta este singurul mod în care se poate furniza informații complete. De asemenea, nu trebuie neglijat faptul ca voiajul de presa ajută la explicarea mai bună a datelor care urmează să fie difuzate, în plus, are puterea de a sensibiliza reprezentanții presei, în același timp, acest eveniment oferă jurnaliștilor, specialiștilor în relații publice și reprezentanților organizației posibilitatea de a petrece mai mult timp împreună, de a se cunoaște mai bine și de a închega relații profesionale bazate pe încredere reciprocă.

## Etape preliminare
Voiajul de presă este o acțiune extrem de complexă, care trebuie gândită, planificată, organizată cu cea mai mare atenție și cu mult timp înainte. Deoarece, cea mai mica eroare, poate transforma evenimentul dintr-o sursă de prestigiu într-un dezastru. Daca acesta este bine organizat, jurnaliștii rămân cu amintirea unei primiri călduroase, a unei vizite bogate în informații, a unor discuții interesante cu persoane autorizate; întorcându-se în redacții cu „tolba" plină de informații utile, obținute la fața locului, din observații, dialoguri sau din dosarul de presă.
În organizarea unui astfel de eveniment se parcurg mai multe etape importante:
- stabilirea subiectului;
- obținerea acordului de principiu;
- calcularea bugetului estimativ (stabilirea listei invitatilor,alegerea perioadei si a duratei voiajului de presă, alegerea mijloacelor de transport si alte cheltuieli).

## Stabilirea programului
După ce a fost aprobat bugetul și s-a dat undă verde pentru organizarea evenimentului, se trece la pasul următor: stabilirea programului în cele mai mici detalii, astfel încât jurnaliștii să fie în priză de la primul până la ultimul minut.
Programul reprezintă o descriere completă a evenimentului și o prezentare, după un orar bine stabilit, a fiecărei acțiuni incluse în voiajul de presă. Programul se definitivează în toate detaliile sale, pentru a putea fi trimis jurnaliștilor o dată cu invitațiile; astfel, reprezentanții presei își pot face o imagine precisă asupra evenimentului, pot anticipa unele momente și își pot organiza ritmul de lucru în mod adecvat. 
Programul voiajului de presă are trei momente importante: 
- plecarea și drumul către locul de desfășurare a evenimentului;
- evenimentul propriu zis;
- plecarea(drumul de întoarcere spre casă).

## Pregătirea voiajului de presă
După ce a fost redactat programul și a fost stabilită lista exactă a jurnaliștilor, se trece la pregătirea voiajului. Pentru aceasta, este nevoie de intocmirea unui plan de lucru și apoi trebuiesc urmate cu strictețe etapele care au fost fixate. O asemenea conduită oferă garanția faptului că nu vor fi uitate anumite acțiuni și va scoate la vedere toate detaliile legate de organizarea riguroasă a voiajului și vizitei de presă. 